# 东幕站 (首尔特别市)
东幕站（：／ Dongmak yeok */?）曾为韩国铁路龙山线上的一个车站，位于首尔麻浦区，已于1972年废止。

## 历史
- 1929年9月20日：开始使用。
- 1972年5月1日：停用本站。